# حدائق بوبولي

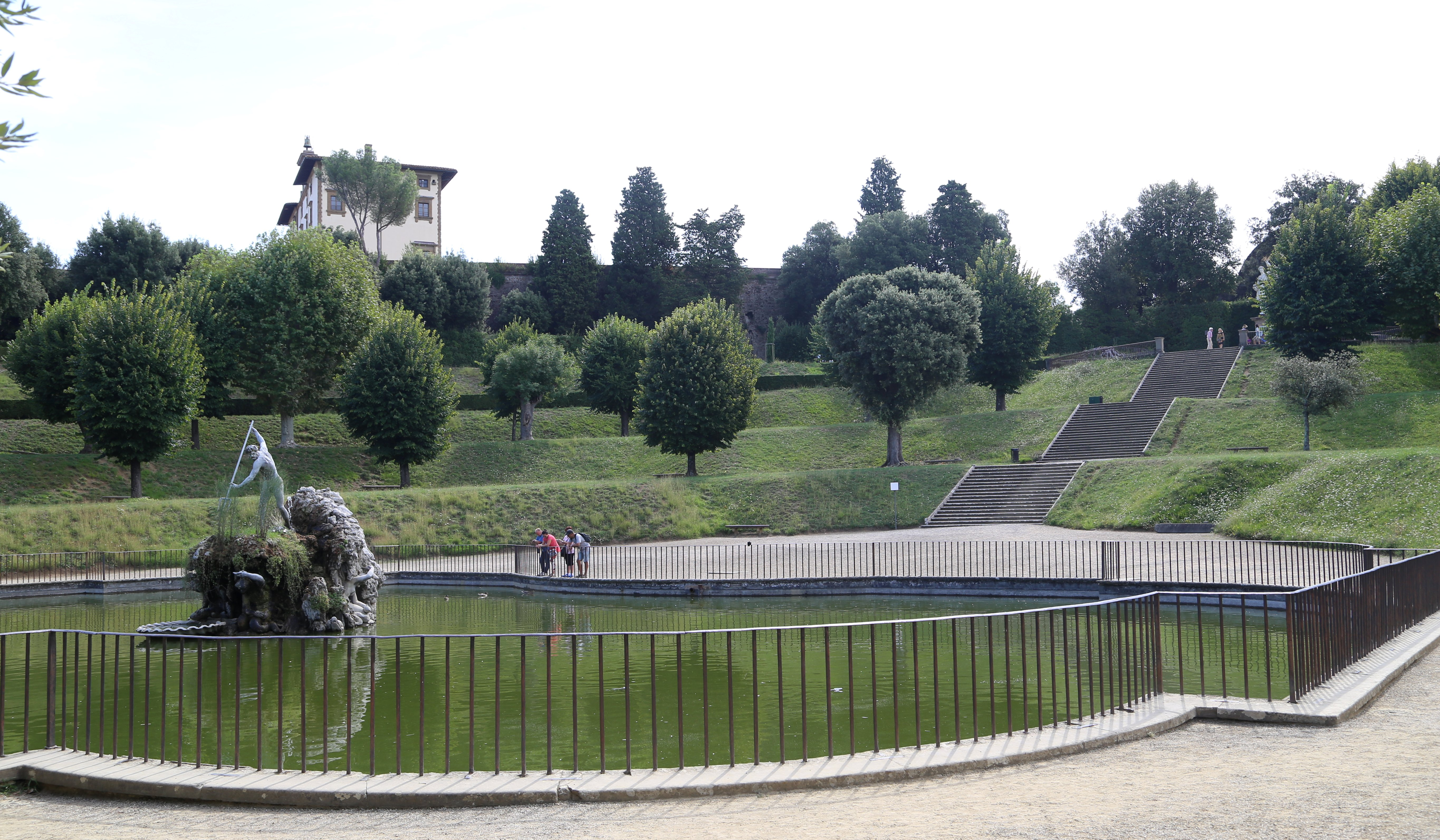

حدائق بوبولي (بالإيطالية: Giardini di Boboli)‏ هي حديقة في مدينة فلورنسا الإيطالية، وموطن لمجموعة من المنحوتات التي يعود تاريخها إلى ما بين القرنين السادس عشر والثامن عشر، إضافة إلى احتواءها على بعض الآثار الرومانية. تقع الحدائق، خلف قصر بيتي، وهو المقر الرئيسي لآل ميديشي، حكام فلورنسا بين القرنين الخامس عشر والثامن عشر. مرت حدائق بوبولي بالعديد من مراحل التوسيع و إعادة الهيكلة، وجرى توسيعها في القرن السابع عشر إلى مداها الحالي 45،000 متر² (11 فدان) .

## معرض صور

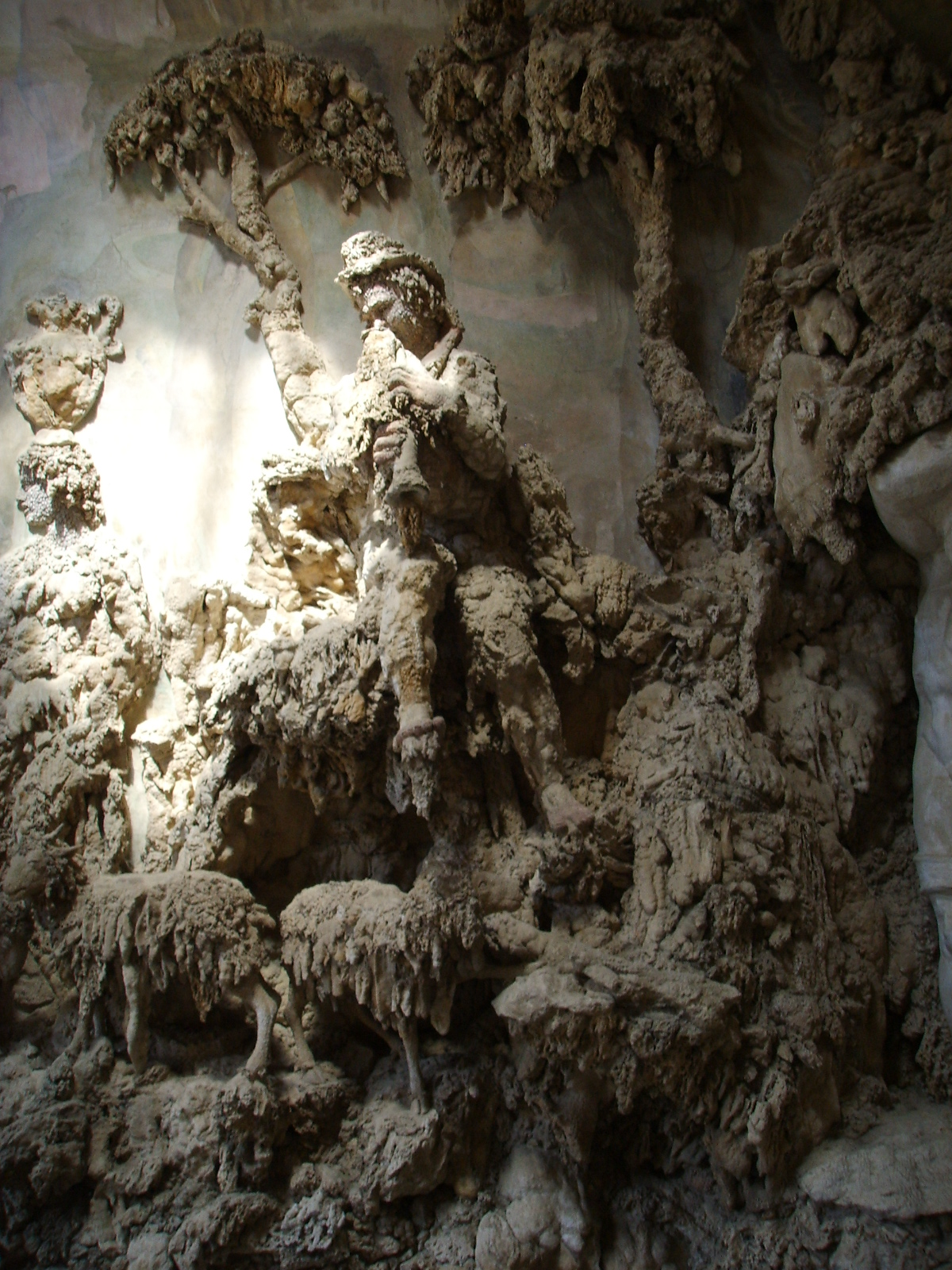
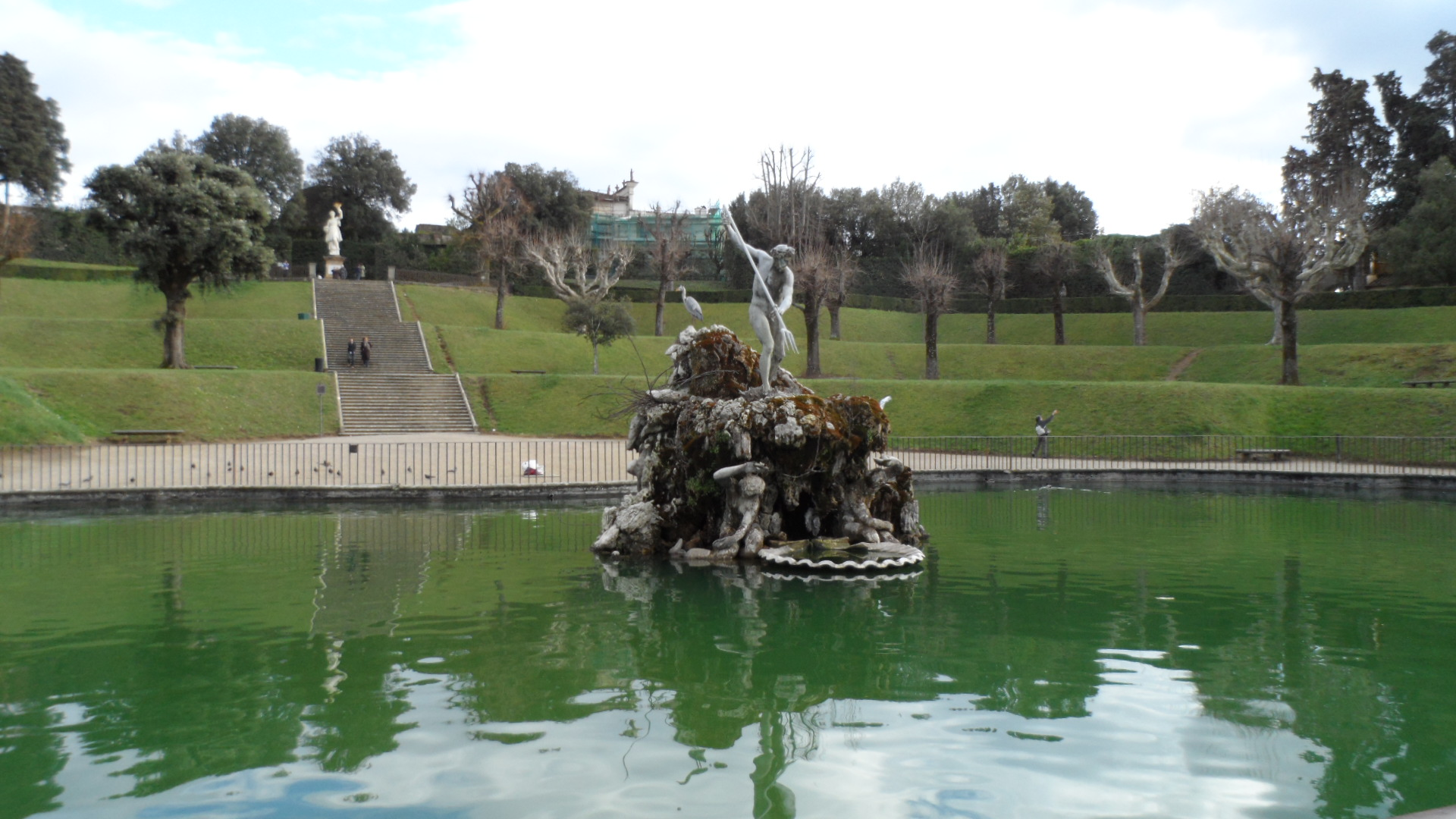
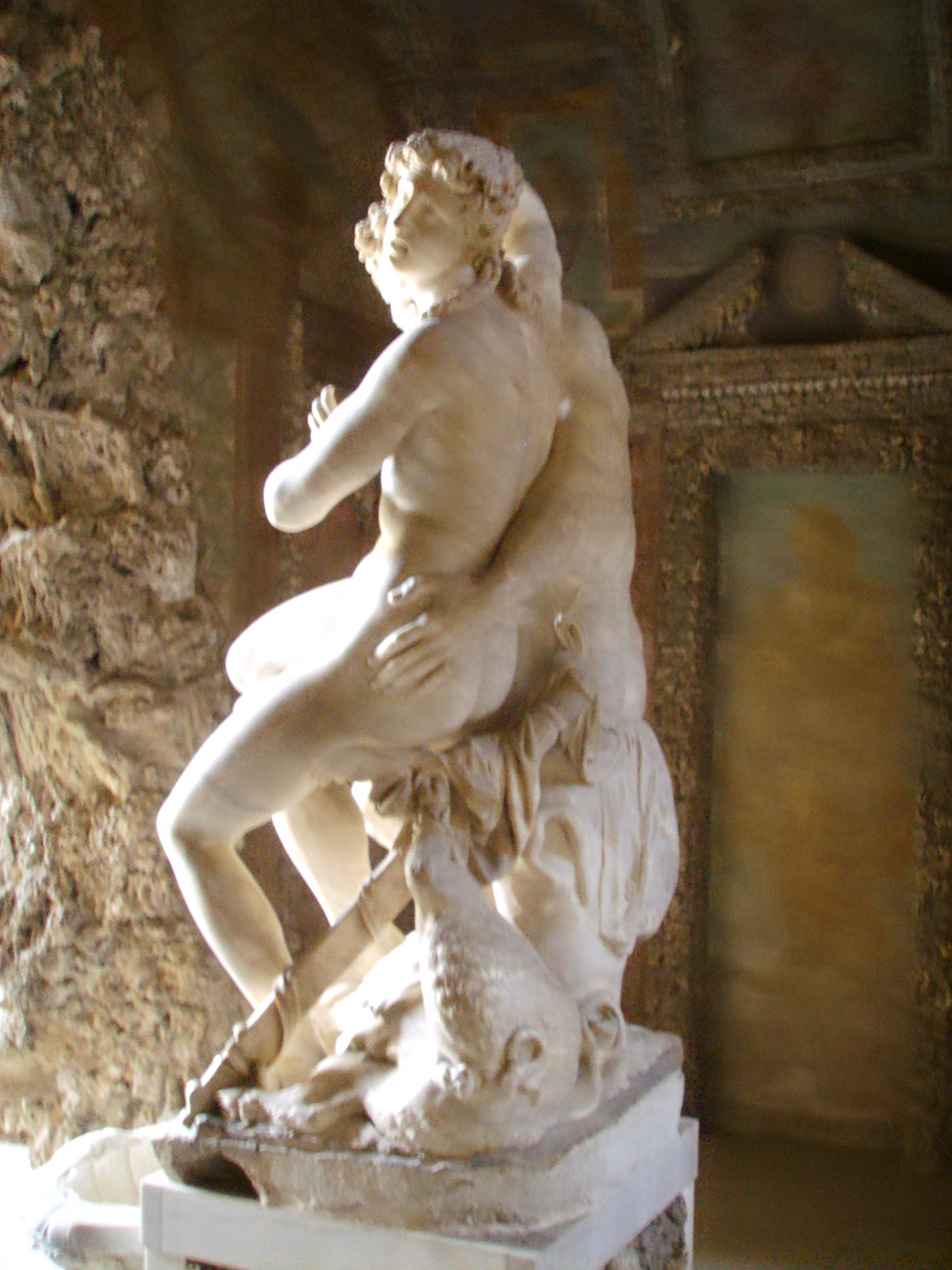
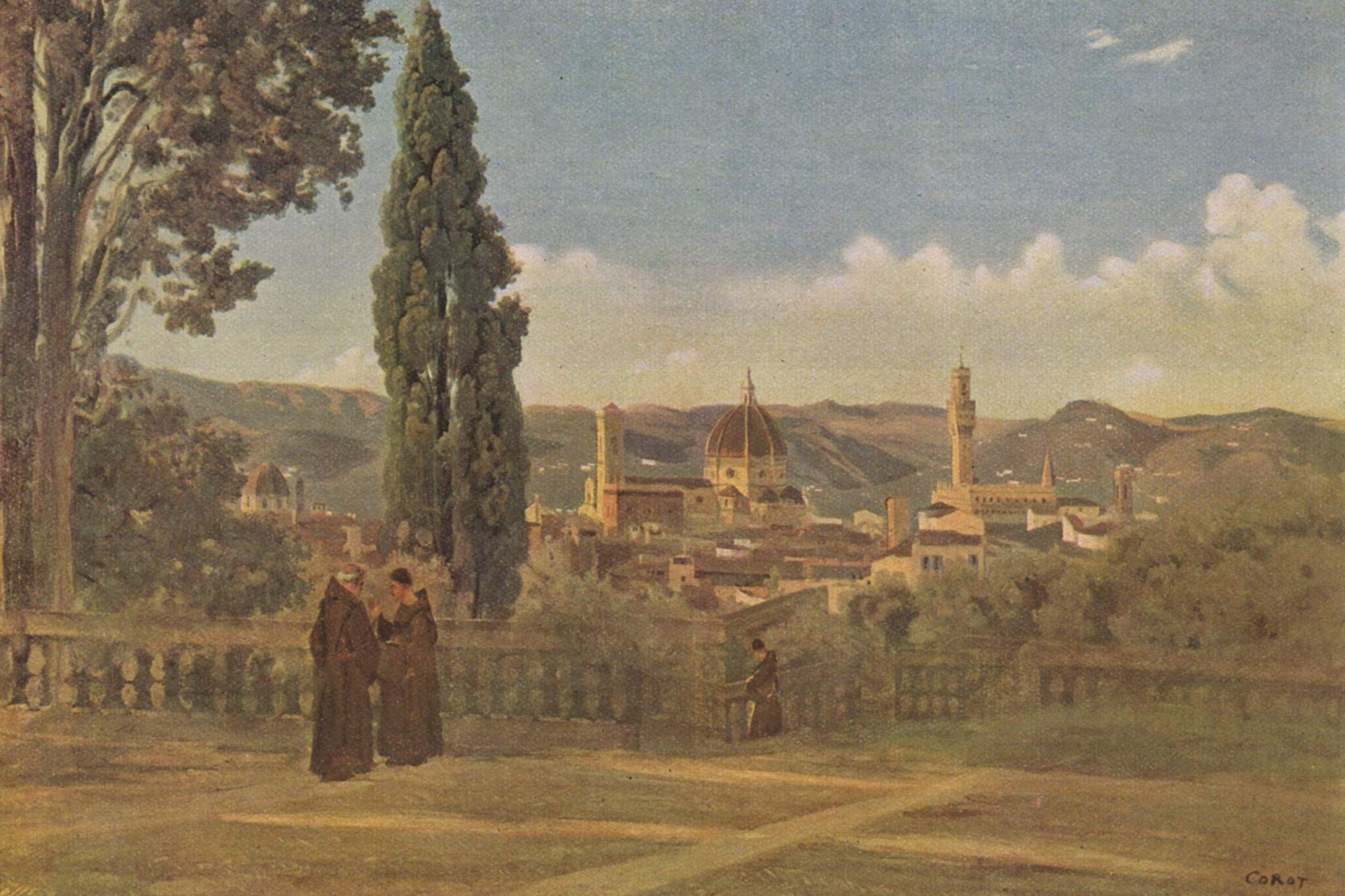
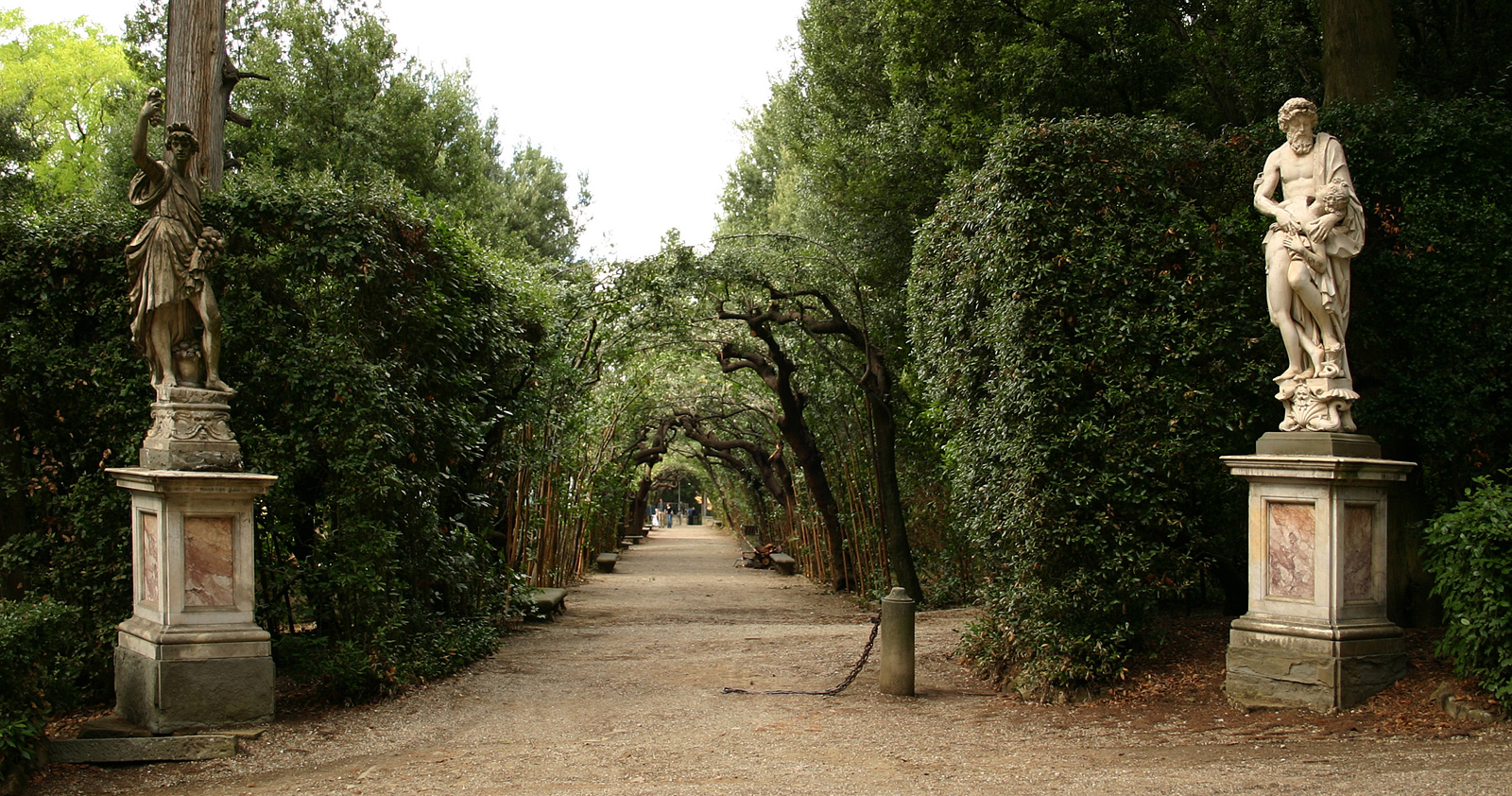